# Karl-Heinz Lehmann
Karl-Heinz Lehmann, född den 2 januari 1957 i Reichenberg, Tyskland, är en östtysk judoutövare.
Han tog OS-brons i herrarnas lättvikt i samband med de olympiska judotävlingarna 1980 i Moskva.